# Jade Chkif
Jade Chkif, né le 4 juillet 1980 à Chartres et mort le 19 novembre 2021 au Maroc, est un acteur français d'origine marocaine.

## Biographie
Né à Chartres, Jade Chkif passe sa jeunesse à Montereau-Fault-Yonne en Seine-et-Marne. Après un BTS en informatique industrielle, il obtient un diplôme d’animateur de tourisme, ce qui lui permet de voyager et de participer à des spectacles pour des hôtels et des villages de vacances. Il s’inscrit ensuite dans une école pluridisciplinaire de l’acteur à Versailles où il étudie pendant deux ans.
Après quelques figurations, il décroche son premier rôle dans le téléfilm Rien dans les poches de Marion Vernoux, puis joue Amine, jeune maghrébin qui veut se lancer dans la politique, dans le court-métrage Delayed réalisé par Léo Karmann. Il enchaîne les tournages entre la France et le Maroc, notamment dans Les Oriflammes, d'Hugo Martin-Lassagne, Sergio, de Manuel Guillon, Toi, moi, les autres d'Audrey Estrougo et des séries comme Maisons de La Mecque production syrienne d’Ali Hatem, Le Transporteur, 1001 nuits d’Anouar Moatassim ou Killing Jesus produite par Ridley Scott.
En 2016, il incarne le musicien Marcel Botbol jeune dans L'Orchestre de Minuit de Jérôme Cohen-Olivar, avec Gad Elmaleh. Le film a reçu le Prix du jury œcuménique au Festival des films du monde de Montréal 2015.
Jade Chkif meurt le 19 novembre 2021 au Maroc à l'âge de 41 ans.

## Filmographie

### Cinéma

#### Longs métrages
- 2010 : Le Mac de Pascal Bourdiaux : le client de la boite de strip-tease
- 2010 : Le Nom des gens de Michel Leclerc
- 2010 : L'Assaut de Julien Leclercq : un membre du GIA
- 2010 : Show Buzz de Rashed M'dini : Buzz
- 2011 : Toi, moi, les autres d'Audrey Estrougo : le serveur du cercle de jeux
- 2012 : À l’aube, un 19 février (فجر 19 فبراير) d'Anouar Moatassim : Hamada
- 2015 : Chaïbia, la paysanne des arts de Youssef Britel : l’immigré
- 2016 : L'Orchestre de minuit de Jérôme Cohen-Olivar : Marcel Botbol, jeune

#### Courts métrages
- 2008 : Apparences trompeuses d'Olivier Tangkun : un policier
- 2009 : Le Repentir[7] de Nelson Castro : Slimane
- 2010 : Delayed[8] de Leo Karmann : Amine
- 2010 : Délit de Vincent Heneine : Malek
- 2010 : Tiens les murs de Hakim Mao : Abdel, le jeune ouvrier
- 2011 : Les Oriflammes[9] d'Hugo Martin-Lassagne : Ahmed Bencherif
- 2011 : Sergio de Manuel Guillon : Sergio
- 2011 : Mon cauchemar de Mame Chiekh Dieng : Mouloud
- 2012 : Jézebel d'Amir Rouani : Reda
- 2012 : De l’agneau à l’abattoir (Lamb to the Slaughter) d'El Mouetassim Benhachem : Ken
- 2012 : Écho d'Aniss Elkohen : Rachid
- 2013 : Jusqu’à quand ? d'Anass Naciri : Ali
- 2014 : Merci étranger de Samira El Kadi : Gad Cohen

#### Assistant réalisateur
- 2009 : Le Repentir de Nelson Castro.

### Télévision

#### Téléfilms
- 2008 : Rien dans les poches de Marion Vernoux : l’apprenti cuistot
- 2011 : Le Destin de Rome de Fabrice Hourlier : un soldat égyptien / un serviteur de Cléopâtre
- 2016 : Une Nuit pas comme les autres de Driss Mrini : Reda

#### Séries télévisées
- 2004 : Sous le soleil de Sylvie Ayme
- 2009 : Chante ! de Charli Beléteau et Jean-Marc Thérin
- 2010 : Vampyr, épisode La menace du crépuscule de Gianni Esposito
- 2011 : Maisons de La Mecque (Bouyout mekka) d'Ali Hatem : Farik
- 2011 : Switchers d'Actarus Aksas : Hamid
- 2012 : Le Transporteur, épisode Beacon of Hope d'Érik Canuel : Sayed
- 2012 : Killing Jesus de Christopher Menaul : Philip
- 2014-2015 : 1001 nuits Saison 1 et 2 (Alf Lila Wa Lila) d'Anouar Mouatassim[10] : le Prince Badrzaman / la bête

#### Clips
- 2010 : Shot Down[11] de Juju Child, réalisé par Lin Xi
- 2011 : Al Fiyachiya[12] de Hamid Bouchnak et Yassine Rami, réalisé par Sébastien Maccari